# Tapacul ocel·lat
El tapacul ocel·lat (Acropternis orthonyx) és una espècie d'ocell de la família dels rinocríptids (Rhinocryptidae) i única espècie del gènere Acropternis Cabanis et Heine, 1859. Viu entre la malesa del bosc, localment als Andes de Colòmbia (Cundinamarca), nord-oest de Veneçuela (Mérida i Táchira), Equador i nord del Perú (Piura i Amazones).